# 프랜차이즈 선수
프랜차이즈 선수(Franchise player)는 프로페셔널 스포츠에서 구단을 대표하고 상징하는 간판 선수를 의미한다.
특히 야구, 농구, 미식축구, 아이스하키 등 북미 지역의 프로스포츠에서 사용하는 용어이며 대한민국에서는 프랜차이즈 스타(Franchise star)라는 변형된 용어로 많이 사용된다.

## 참고 자료
- 즐감스포츠-프랜차이즈 스타